# Панський гідрологічний заказник (Звенигородський район)
Панський заказник — гідрологічний заказник місцевого значення. Об'єкт розташований на території Звенигородського району Черкаської області, село Михайлівка.
Площа — 22 га, статус отриманий у 1979 році.